# Eschborn
Eschborn település Németországban, Hessen tartományban. Lakosainak száma 22 551 fő (2023. december 31.).

## Népesség
A település népességének változása:
| Lakosok száma | 21 419 | 21 488 | 21 734 | 22 070 | 22 551 |
|               | 2017   | 2019   | 2021   | 2022   | 2023   |